# Most svetog Antuna Pustinjaka
Most  Svetog antuna pustinjaka (baskijski: San Antongo zubia, španjolski: Puente de San Antón) je lučni most u Bilbau, Španjolska. Prostire se preko ušća Bilbaa, povezujući četvrti Bilbao La Vieja i Casco Viejo. Najstariji je most u gradu, s tim da je izvorni most otvoren prije 1318. godine. U vrijeme otvaranja, ali i kroz stoljeća, bio je jedini most koji je prelazio rijeku. Nalazi se pored istoimene crkve.
Most je jedan   od amblema Bilbaa i prikazan je na gradskom grbu (kao i na grbu lokalnog nogometnog kluba, Athletic Bilbao). Podrijetlo mu je srednjovjekovno. Ovaj most ima veliku povijesnu važnost jer su ga trgovci bili prisiljeni koristiti za prijenos svojih proizvoda iz Biskaje u Kastilju jer je to bio jedini most koji je prelazio rijeku.
Poplave su nekoliko puta rušile most; kako bi riješila problem, gradska vijećnica odlučila je izgraditi potpuno novi most krajem 19. stoljeća. Novi most dovršen je 1880. godine; otvaranje je odgođeno nakon što je pretrpio štetu tijekom karlističkih ratova. Morao se ponovno obnoviti 1937. nakon što je srušen u Španjolskom građanskom ratu. Obnova iz 1937. godine bila je posljednja te je sadašnji most  iz tog vremena.